# خالد بن محمد اليوسف
خالد بن محمد بن ناصر اليوسف رئيس ديوان المظالم في المملكة العربية السعودية.

## المؤهلات العلمية
- بكالوريوس شريعة من جامعة الإمام محمد بن سعود الإسلامية - كلية الشريعة بالرياض للعام 1421 هـ.
- حصل على الماجستير من المعهد العالي للقضاء - شعبة الأنظمة «قانون» (قسم السياسة الشرعية)، بجامعة الإمام محمد بن سعود الإسلامية، بتقدير ممتاز مع مرتبة الشرف، وكان مجال بحث التخرج في القانون والقضاء الإداري.
- حصل على الدكتوراه من المعهد العالي للقضاء - شعبة الأنظمة «قانون» (قسم السياسة الشرعية)، بجامعة الإمام محمد بن سعود الإسلامية، بتقدير ممتاز مع مرتبة الشرف الأولى، وكانت رسالة الدكتوراه بعنوان: (رقابة القضاء الإداري على قرارات الضبط الإداري - دراسة مقارنة).

## الأعمال القضائية والإدارية
- رشح قاضياً بديوان المظالم والتحق به في 25 رمضان 1423 هـ.
- عمل قاضياً في القضاء الإداري والقضاء التجاري والقضاء التأديبي والقضاء الجزائي بديوان المظالم.
- عمل عضواً في مكتب الشؤون الفنية بديوان المظالم، الذي يختص بإبداء الرأي وإعداد البحوث والدراسات وتصنيف الأحكام والمبادئ القضائية، والاستشارات الفقهية والقانونية.
- عين مشرفاً عاماً على مركز دعم القرار بديوان المظالم الذي يختص بالتطوير ورقابة الأداء، والمعلومات والتقارير، والتخطيط الاستراتيجي.
- اختير مشرفاً عاماً على مكتب معالي رئيس المحكمة الإدارية العليا.
- رشح عضواً في اللجنة التحضيرية لدراسة واقتراح المتطلبات اللازمة لمباشرة المحكمة الإدارية العليا لاختصاصاتها.
- رأس لجنة الترقيات الوظيفية ولجنة النقل الداخلي، واشترك في اللجان المشكلة لمقابلة المتقدمين للتعيين في السلك القضائي، ولجان المقابلات للتعيين في الوظائف الإدارية، واختير عضواً في لجنة التدريب والتطوير، وضمن فريق عمل إعداد مسودة الخطة الاستراتيجية ونظام إدارة الأداء في ديوان المظالم، وضمن فريق إعداد خطة التنمية العاشرة في الديوان، وضمن فريق العمل المشرف على الأرشفة الإلكترونية للأحكام القضائية بالديوان، وضمن فريق تصنيف ونشر الأحكام الصادرة من محاكم الديوان.
- اختير مدرباً قانونياً معتمداً لتدريب قضاة ديوان المظالم.
- عمل محاضراً متعاوناً بقسم القانون الخاص بكلية الحقوق والعلوم السياسية بجامعة الملك سعود، كما تعاون في تدريس دبلوم المحاماة المقام في جامعة الإمام محمد بن سعود الإسلامية.
- ناقش عدداً من الرسائل العلمية في تخصص القانون العام والخاص في معهد الإدارة العامة.
- مثّل ديوان المظالم في العديد من اللجان القانونية المشكلة في هيئة الخبراء بمجلس الوزراء لدراسة مشاريع تعديل بعض الأنظمة، ومشاريع إبرام الاتفاقيات الدولية، كما مثلها في عدد من الزيارات الداخلية والخارجية، بالإضافة إلى ذلك شارك في العديد من اللجان القانونية والإدارية داخل ديوان المظالم لدراسة المواد النظامية لبعض مشاريع الاتفاقيات واللوائح، وفي العديد من الندوات والملتقيات والبرامج التدريبية داخل المملكة وخارجها.
- عين رئيساً لديوان المظالم في 10 رجب 1436 هـ.[2]

| سبقه عبد العزيز بن محمد النصار | رئيس ديوان المظالم 1436 هـ - حتى الآن | تبعه - |